# Act Big Band
Act Big Band est un groupe belge de jazz fondé en 1978. Seul big band a y avoir survécu plus de vingt ans, il est devenu une institution de la scène jazz belge.

## Historique
Né à l'initiative de Félix Simtaine, le groupe se nommait Act 12 à l'origine. Outre le créateur, les autres piliers de l'orchestre présents depuis le début sont Michel Herr, Richard Rousselet, Greg Badolato, Bill Frisell, Robert Jeanne et Steve Houben.
Durant sa carrière, l'orchestre a joué dans de nombreux festivals belges et étrangers comme le Jazz Middelheim à Anvers, le Jazz à Liège, Brosella Folk & Jazz, le Brussels Jazz Marathon, le festival des Lundis d'Hortense, le Gaume Jazz Festival, le Jazz Festival de Lille, le festival de Terneuzen en Hollande etc.
Le groupe a même reçu une commande de nouvelles œuvres de la part du Conseil de la Musique de la Communauté française de Belgique en 1986.
L'année de ses 20 ans, l'orchestre est élu meilleur Big Band belge de 1998 autant par les critiques francophones que par les auditeurs de la RTBF et de la VRT. Il fera d'ailleurs une prestation très remarquée au festival Jazz de Liège pour fêter son anniversaire.
Leur dernier concert se fera plus de 10 ans tard, en 2011, quand le groupe est remis sur pied pour un concert inédit aux Dinant Jazz Nights. 

## Membres du groupe
- Félix Simtaine : batterie
- Michel Herr : piano, musical director
- Alexandre Plumacker : trompette
- Michel Paré : trompette
- Richard Rousselet : trompette
- Bert Joris : trompette
- Marc Godfroid : trombone
- Phil Abraham : trombone
- Jean-Pol Danhier : trombone
- Laurent Hendrick : trombone basse
- Ben Sluijs : saxophone alto
- Fabrice Alleman : saxophone alto
- Kurt Van Herck : saxophone ténor
- Erwin Vann : saxophone ténor
- Marcus Bartelt : saxophone baryton
- Jean-Louis Rassinfosse : contrebasse

## Discographie
- 2012 : Act Big Band & Guests – Extremes (Igloo)
- 2001 : 10 Ans de Jazz à Liège : 1991-2000 (Liège Maison du Jazz)
- 1996 : Félix Simtaine - Intensive Act (Igloo)
- 1992 : Brussels Jazz Promenade - Brussels Jazz Promenade (Live Music)
- 1987 : Act Big Band & Guests – Extremes (Igloo)[6]